# Camparigruppen
Camparigruppen är ett italienskt företag som specialiserat sig på alkoholhaltiga drycker, med ansenlig del av världsmarknaden för starksprit, starkvin, bitters och fler sorter. Bland de mest kända produkterna ingår bitterspriten Campari, starkvinerna av märket Cinzano och anisspriten Ouzo 12.